# Sazes da Beira
Sazes da Beira település Portugáliában, Seia megyében. A település területe 7,79 négyzetkilométer. Sazes da Beira lakossága 283 fő volt a 2011-es adatok alapján. A településen a népsűrűség 36 fő/ négyzetkilométer.
Sazes bányáit már az ókori rómaiak is művelték időszámításunk előtt az ötödik században. A települést pásztorok alapították, akik Sandomilből és Corgasból települtek át ide a termékeny talaj és a vízlelőhely miatt. A település lakosságának első megbízhatóbb összeírása a tizenötödik században történt meg. a település neve ekkoriban még Sazes Velho, azaz Régi Sazes volt. 1527-ben a falunak 65 lakosa volt. A föld minősége és az édesvíz közelsége miatt megalapították a későbbiekben Sazes da Beirát, melynek alapítási évét nem ismerjük. A települési összeírásokban 1612 óta szerepel Sazes da Beira neve, ezért történészek úgy gondolják, hogy a falut valamikor a tizenhatodik század végén alapíthatták. 1731-ben a faluban templomot emeltek. A település 1855-ig Sandomilhoz tartozott területileg, majd ekkor különvált tőle és Seia településhez kapcsolódott. A falu 1836-40 közt Loriga településhez tartozott területileg. A falu életében a legnagyobb változást a környékbeli bányák iránti megnövekedett kereslet hozta a huszadik század elején, amely csak a második világháború után hagyott alább. A bányák fokozódó kitermelésével párhuzamosan a település lakossága is megnőtt. 1960-ban a település lakossága több, mint 670 fő volt. A huszadik század elején a kivándorlás még elsősorban nem Argentína, vagy Brazília felé irányult, hanem Franciaországba, Németországba, de legfőképpen Luxemburgba irányult.

## Fordítás
Ez a szócikk részben vagy egészben  a   Sazes da Beira című angol Wikipédia-szócikk ezen változatának fordításán alapul.  Az eredeti cikk szerkesztőit annak laptörténete sorolja fel. Ez a jelzés csupán a megfogalmazás eredetét és a szerzői jogokat jelzi, nem szolgál a cikkben szereplő információk forrásmegjelöléseként.